# ناآرامی‌های ۲۰۱۶ کشمیر

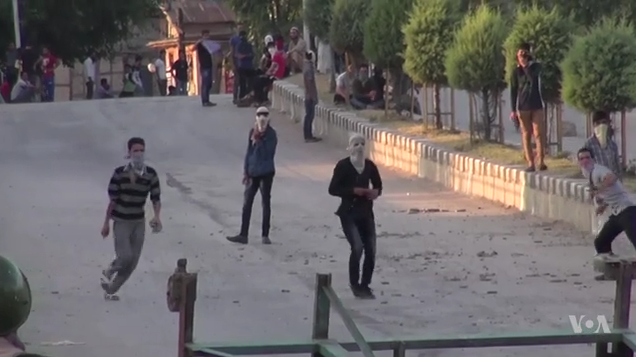
‌‌ناآرامی‌های 2016 کشمیر

ناآرامی‌های ۲۰۱۶ کشمیر شامل مجموعه‌ای از اعتراضاتی است که پس از قتل برهان مظفر وانی، در منطقه مسلمان‌نشین کشمیر در ایالت جامو و کشمیر رخ داد. برهان وانی فرمانده نظامی گروه جدایی طلب حزب المجاهدین بود و ناآرامی‌ها در اثر کشتن وی توسط نیروهای امنیتی هند در تاریخ ۸ ژوئیه ۲۰۱۶ به وجود آمد. با کشته شدن وانی، اعتراضات در ده بخش کشمیر شروع شد و این اعتراضات شامل حمله به نیروهای امنیتی بود. ظرف چهار روز، یک پلیس و ۴۳ نفر از معترضین کشته شدند و ۳۰۰ نفر دیگر زخمی شدند و پس از آن مقررات منع آمد و شد و برقرار گردید.

## پیش زمینه
در اواخر سال ۲۰۱۵ و اوایل ۲۰۱۶، دیده‌بان‌های کشمیر رشد فعالیت‌های نظامی خانگی در کشمیر را گزارش دادند که عوامل متعددی از قبیل نبود گفتگوهای سیاسی، امنیتی بودن بیش از حد مکان‌های عمومی، وضعیت نامطلوب اقتصادی و نقض مکرر حقوق بشر توسط نیروهای امنیتی برای آن بیان شده‌است. به گفته هریس زرگر، پژوهشگر و روزنامه‌نگار، ملی‌گرایی هندوها دید مسلمانان را نسبت به ایالت هند تغییر داد و هویت آن‌ها را به عنوان یک کشمیری مسلمان دگرگون ساخت.

## تلفات
دراین نا آرامی‌ها تا تاریخ ۱۶ ژوئیه ۴۳ غیرنظامی کشته و بیش از ۳۱۰۰ نفر زخمی شدند. هم چنین در اثر انفجار نارنجک دو پلیس کشته و ۴ پلیس دیگر زخمی شدند. به گفته پزشکان محلی حداقل ۱۱۷ جدایی طلب بینایی خود را در اثر شلیک تفنگ ساچمه‌زنی از دست داده‌اند. در بین شهروندان آسیب دیده کودک، زن و افراد کهنسال نیز دیده می‌شود. بر اساس گزارش‌ها، در بین افراد آسیب دیده ۱۵۰۰ نفر از نیروهای امنیتی نیز وجود دارند.